# 腰繁男
腰 繁男（こし しげお、1946年10月4日 - ）は、日本の男性アニメーション演出家、アニメーション監督。東京都出身。

## 来歴
1970年から東京テレビ動画の『赤き血のイレブン』や『ヤスジのポルノラマ やっちまえ!!』に演出助手として岡迫和之と共に参加。1973年に『ドラえもん』（日本テレビ版）で演出家デビューする。それまで同社の専属であったが、日本テレビ動画の解散後はフリーに転身し、児童向け作品で数々の演出や絵コンテを手がけ、1977年には『あらいぐまラスカル』で初監督を務めた。2005年以降は『ドラえもん』（テレビ朝日版）のメイン演出家として活躍しており、2009年3月公開の映画『ドラえもん 新・のび太の宇宙開拓史』では監督を務め、第33回日本アカデミー賞優秀アニメーション作品賞を受賞。

## 参加作品

### テレビアニメ
1970年
- 赤き血のイレブン（演出助手）

1972年
- アニメドキュメント ミュンヘンへの道（演出助手）

1973年
- 日本テレビ版ドラえもん（絵コンテ・演出）

1974年
- 宇宙戦艦ヤマト（ - 1981年、演出助手）

1975年
- みつばちマーヤの冒険（ - 1976年、アシスタントディレクター）

1976年
- ピコリーノの冒険（ - 1977年、アシスタントディレクター・絵コンテ）

1977年
- あらいぐまラスカル（監督（第34話 - 最終話）・演出）

1978年
- ペリーヌ物語（監督・演出）

1979年
- 赤毛のアン（絵コンテ・演出・演出助手）

1980年
- トム・ソーヤーの冒険（絵コンテ・演出助手）

1981年
- 愛の学校クオレ物語（絵コンテ）
- 家族ロビンソン漂流記 ふしぎな島のフローネ（絵コンテ）
- ワンワン三銃士（ - 1982年、監督・演出補）

1982年
- 南の虹のルーシー（絵コンテ・演出補）
- 科学救助隊テクノボイジャー（演出）

1983年
- 愛してナイト（ - 1984年、演出）
- 子鹿物語 THE YEARLING（ - 1985年、監督（演出））

1984年
- 夢戦士ウイングマン（ - 1985年、演出）

1985年
- 小公女セーラ（絵コンテ）
- へーい!ブンブー（ - 1986年、演出）

1988年
- トッポ・ジージョ（監督・絵コンテ・演出）

1990年
- キャッ党忍伝てやんでえ（ - 1991年、絵コンテ・演出）
- 楽しいムーミン一家（ - 1991年、絵コンテ）

1994年
- 白雪姫の伝説（絵コンテ）

1995年
- ヤンボウ ニンボウ トンボウ（ - 1996年、絵コンテ・演出）

1996年
- るろうに剣心 -明治剣客浪漫譚-（ - 1998年、演出）

1997年
- 少女革命ウテナ（演出）

1998年
- 花さか天使テンテンくん（ - 1999年、演出）

1999年
- 未来少年コナンII タイガアドベンチャー（ - 2000年、絵コンテ）

2002年
- アクエリアンエイジ Sign for Evolution（絵コンテ）

2004年
- それいけ!ズッコケ三人組（監督）

2005年
- テレビ朝日版ドラえもん（2005年 - 、絵コンテ・演出）
- 銀盤カレイドスコープ （演出）
- アニマル横町（ - 2006年、絵コンテ）

2019年
- ゾイドワイルド（演出）

2020年
- ブラッククローバー（演出）
- ムヒョとロージーの魔法律相談事務所（演出）

2022年
- ミュークルドリーミー みっくす!（演出）
- プリマドール（演出）

2024年
- 異世界ゆるり紀行 〜子育てしながら冒険者します〜（演出）

### 劇場アニメ
1971年
- ヤスジのポルノラマ やっちまえ!!（演出助手）

1990年
- ペリーヌ物語（演出助手）

2007年
- 映画ドラえもん のび太の新魔界大冒険 〜7人の魔法使い〜（演出）

2008年
- 映画ドラえもん のび太と緑の巨人伝（おまけ映像）

2009年
- 映画ドラえもん 新・のび太の宇宙開拓史（監督・絵コンテ）

2024年
- 映画ドラえもん のび太の地球交響楽（おまけ映像）

2025年
- 映画ドラえもん のび太の絵世界物語（演出・ED絵コンテ・ED演出）